# Rue Joukovski
Pour les articles homonymes, voir Joukovski.

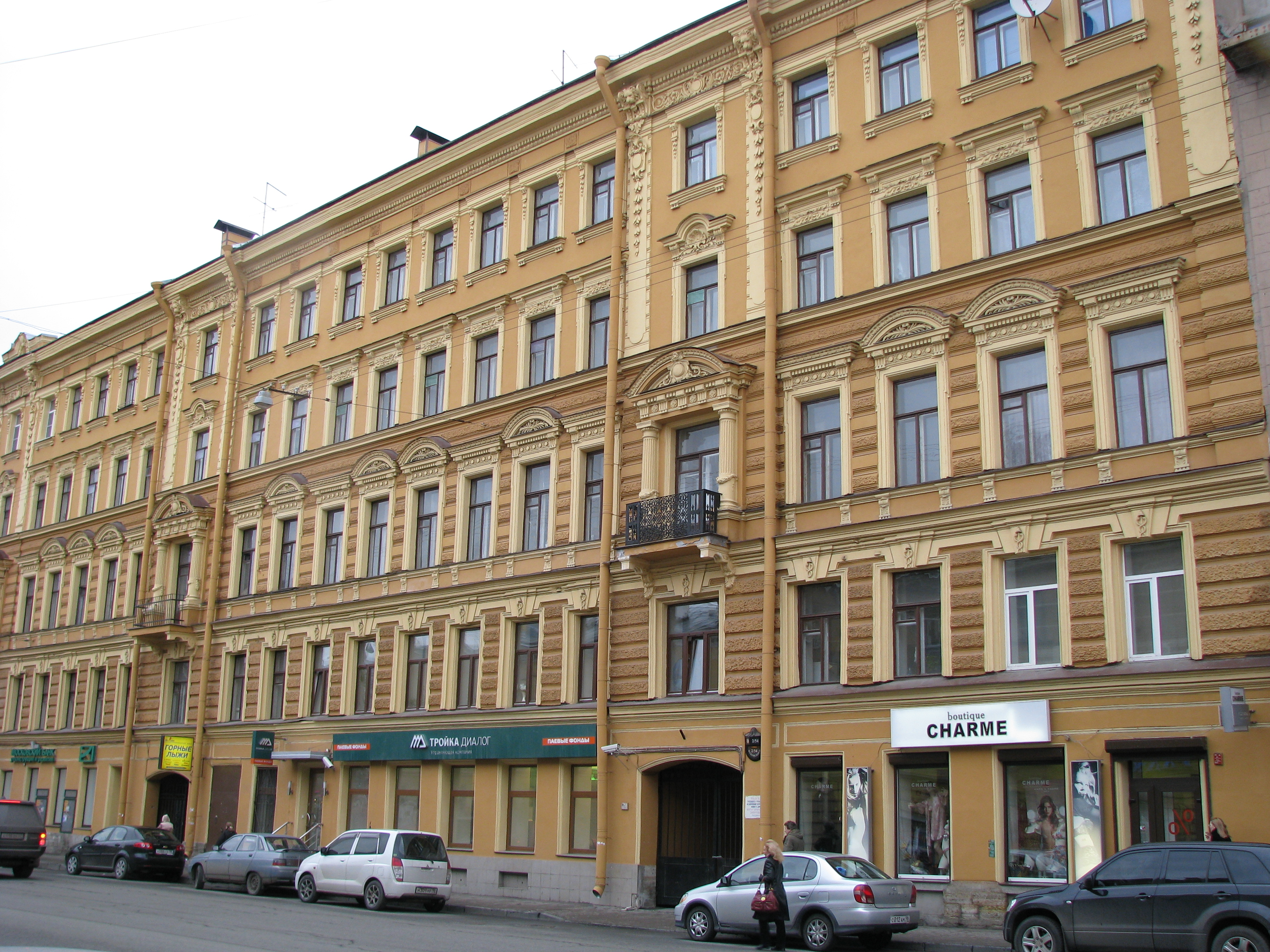
Vue du N°2 rue Joukovski, construit en 1877 par Thomas Winterhalter.

La rue Joukovski (ýлица Жуко́вского, oulitsa Joukovskovo) est une rue du centre historique de Saint-Pétersbourg.

## Situation et accès
Elle démarre de la perspective Liteïny (début de la numérotation), jusqu'à la perspective Ligovsky. 
Les stations de métro les plus proches sont Plochtchad Vosstania, Tchernychevskaïa (ligne 1) et Maïakovskaïa  (ligne 3).

## Origine du nom
Elle a été baptisée en l'honneur du poète Vassili Joukovski (1783-1852).

## Historique
La rue a été percée dans les années 1760, sous le nom de « petite rue des Italiens » (Malaïa Italianskaïa oulitsa) car elle est située près du Jardin Italien. Dans la première moitié du XIXe siècle, on y construit de petites maisons de pierre et à partir des années 1860-1870 jusqu'au tournant du XXe siècle de grands immeubles de rapport. Plusieurs personnalités de l'histoire de la culture russe y ont habité. C'est en 1902 qu'elle prend le nom de « rue Joukovski ».

## Bâtiments remarquables et lieux de mémoire
- N°2 : immeuble de rapport construit en 1877 par Thomas Winterhalter
- N°6 : immeuble de rapport construit en 1852 par E. E. Eremeïev et A. I. Lange. Nikolaï Dobrolioubov y a demeuré.
- N°10/2 : maison où se trouvait l'appartement du physiologiste Ivan Setchenov
- N°12 : immeuble construit en 1861 par Nikolaï Grebionka (donne également au N°1 rue Tchékhov)
- N°13 : maison où habita le décembriste Alexandre Kornilovitch (1800-1834)
- N°14 : immeuble de rapport construit en 1833 par Vassili Morgan (1800-1859) et reconstruit en 1842 (donne également au N°16 de la rue Maïakovski)
- N°16 : immeuble construit en 1861-1863 par G. I. Karpov (donne également au N°9 rue Maïakovski)
- N°21 : c'est ici que se trouvaient avant la révolution de 1917 la rédaction, les services administratifs et l'imprimerie du journal du Parti constitutionnel démocratique Le Discours (Rietch) qui parut de 1906 à 1917.
- N°31 : immeuble de rapport appartenant à S. M. Deutschmann construit en 1908 par Nikolaï Katzenelenbogen (1879-1943)
- N°53 : immeuble de rapport appartenant à P. T. Badaïev construit en 1904-1906 par G. A. Kossiakov (selon les plans de Vassili Kossiakov). On remarque à l'angle un pignon orné d'un bas-relief représentant une femme ailée, surnommée par les pétersbourgeois « l'ange triste ». Piotr Vaouline (1870-1943) a décoré les oriels de majoliques.
- N°57 : immeuble de rapport construit en 1901 dans le goût « Modern Style » (Art nouveau russe et scandinave) par Nikolaï Polechko.
- N°61 : hôtel particulier Ladomirski construit en 1859 dans le style néoclassique par Alexandre Bravoura. La façade a été refaite en 1911 par l'architecte Vassili Danilov.
- N°63 : immeuble construit par Piotr Gouliov en 1894 (donne également au N°21 de la perspective Ligovsky).